# جوناثان كينغ (مغني)
جوناثان كينغ (بالإنجليزية: Jonathan King)‏ هو منتج أسطوانات ومقدم تلفزيوني ومغني وكاتب أغاني ومخرج بريطاني، ولد في 6 ديسمبر 1944 في لندن في المملكة المتحدة.

## وصلات خارجية
- الموقع الرسمي
- جوناثان كينغ على موقع IMDb (الإنجليزية)
- جوناثان كينغ على موقع ميوزك برينز (الإنجليزية)
- جوناثان كينغ على موقع ميوزك برينز (الإنجليزية)
- جوناثان كينغ على موقع إن إن دي بي (الإنجليزية)
- جوناثان كينغ على موقع أول ميوزيك (الإنجليزية)
- جوناثان كينغ على موقع ديسكوغز (الإنجليزية)
- جوناثان كينغ على موقع قاعدة بيانات الفيلم (الإنجليزية)
- جوناثان كينغ على موقع كينوبويسك (الروسية)